# Michael Dunn
Michael Dunn, pseudonimo di Gary Neil Miller (Shattuck, 20 ottobre 1934 – Londra, 30 agosto 1973), è stato un attore e cantante statunitense.

## Biografia
Sofferente di nanismo a causa di una displasia spondiloepifisaria congenita, visse solo 38 anni.
Nato in Oklahoma, da bambino si trasferì con la famiglia nel Michigan, dove trascorse la prima giovinezza. Nonostante l'infanzia segnata dalla malattia e da un grave infortunio ad una gamba, e malgrado la consapevolezza di non poter vivere molto a lungo, si laureò nel 1956. Mentre lavorava come giornalista, iniziò a cantare, a suonare e a recitare.
Dopo essere stato contattato per un ruolo a Broadway, apparve nella pièce The Ballad of the Sad Café, che gli valse la nomination al Tony Award nel 1964. Approdato al cinema, nel 1966 ottenne la candidatura al premio Oscar al miglior attore non protagonista per la sua interpretazione ne La nave dei folli.
Prese parte a diverse altre pellicole come La calata dei barbari (1968), Rapporto a quattro (1969), e Così nano, così perverso (1970), e alla serie TV Selvaggio West (1965-1968). Nel 1968 apparve nella serie classica di Star Trek, interpretando il ruolo di Alexander nell'episodio Umiliati per forza maggiore.
Morì a Londra nel 1973, durante le riprese del film La rinuncia (1974).

## Filmografia parziale

### Cinema
- La nave dei folli (Ship of Fools), regia di Stanley Kramer (1965)
- Buttati Bernardo! (You're a Big Boy Now), regia di Francis Ford Coppola (1966)
- Squadra omicidi, sparate a vista! (Madigan), regia di Don Siegel (1968)
- Non si maltrattano così le signore (No Way to Treat a Lady), regia di Jack Smight (1968)
- La scogliera dei desideri (Boom), regia di Joseph Losey (1968)
- La calata dei barbari (Kampf um Rom I), regia di Robert Siodmak, Andrew Marton (1968)
- Rapporto a quattro (Justine), regia di George Cukor (1969)
- Così nano, così perverso (Trop petit mon ami), regia di Eddy Matalon (1970)
- I terrificanti delitti degli assassini della via Morgue (Murders in the Rue Morgue), regia di Gordon Hessler (1971)
- The Werewolf of Washington, regia di Milton Moses Ginsberg (1973)
- Terror! Il castello delle donne maledette, regia di Dick Randall (1974)
- La rinuncia (The Abdication), regia di Anthony Harvey (1974)

### Televisione
- Sotto accusa (Arrest and Trial) – serie TV, episodio 1x27 (1964)
- Assistente sociale (East Side/West Side) – serie TV, episodio 1x26 (1964)
- Get Smart – serie TV, episodio 1x01 (1965)
- La legge di Burke (Burke's Law) – serie TV, episodio 3x07 (1965)
- Selvaggio west (The Wild Wild West) – serie TV, 10 episodi (1965-1968)
- I giorni di Bryan (Run for Your Life) – serie TV, episodio 2x05 (1966)
- Star Trek – serie TV, episodio 3x10 (1968)
- Tarzan – serie TV, episodio 2x25 (1968)
- Bonanza – serie TV, episodio 11x14 (1970)

## Doppiatori italiani
- Oreste Lionello in La nave dei folli, Buttati Bernardo!, Squadra omicidi, sparate a vista!, Non si maltrattano così le signore
- Michele Kalamera in La scogliera dei desideri

## Riconoscimenti
Premi Oscar 1966 – Candidatura all'Oscar al miglior attore non protagonista per La nave dei folli